# Đại sứ
Đại sứ Đặc mệnh Toàn quyền, thường gọi tắt là Đại sứ là nhân viên ngoại giao có chức vụ cao nhất, được chỉ định đại diện cho một quốc gia tại một đất nước khác hoặc một tổ chức quốc tế.
Đôi khi các nước cũng bổ nhiệm những cá nhân có uy tín cao làm Đại sứ lưu động để thực thi những nhiệm vụ cụ thể đã được giao. Những đại sứ này sẽ tham mưu, hỗ trợ cho chính phủ của họ tại một khu vực nhất định.
Theo cách hiểu thông thường, đại sứ là người đại diện cấp cao nhất của một chính phủ tại thủ đô nước khác. Các nước sở tại thường cho phép đại sứ quản lý một khu vực nhất định, gọi là Đại sứ quán. Tại đây, các nhân viên ngoại giao và thậm chí cả các phương tiện giao thông thường được nước sở tại miễn trừ ngoại giao.
Viên chức ngoại giao cấp cao của các quốc gia thành viên khối Thịnh vượng chung Anh thường được gọi là cao ủy; và của Tòa Thánh (Vatican) gọi là Sứ thần.